# Lanterne magique

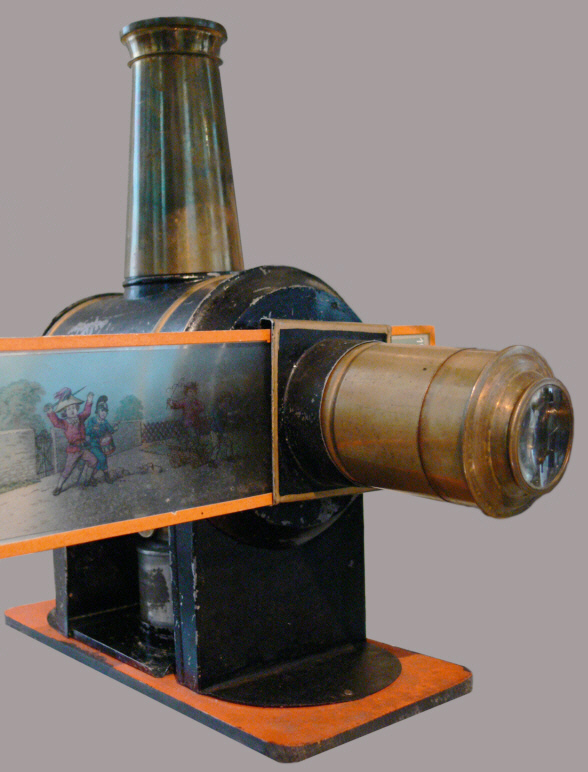
Une lanterne magique.

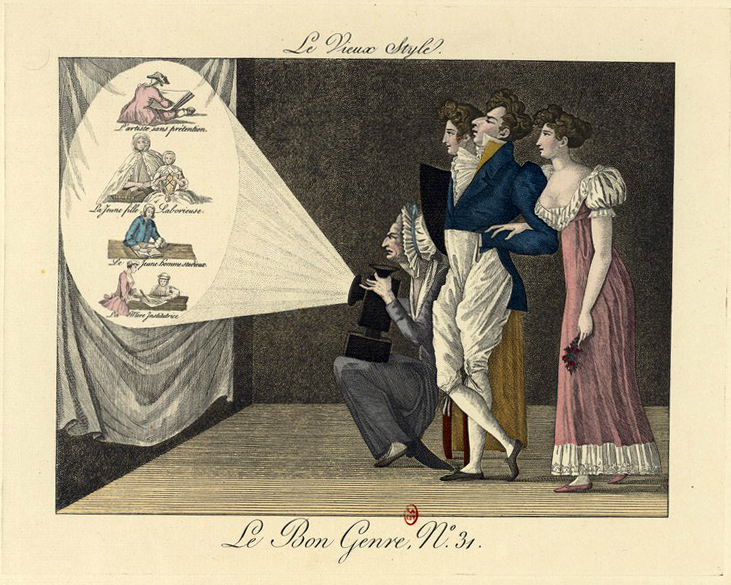
Le Vieux Style, caricature dans Le Bon Genre, 1801.

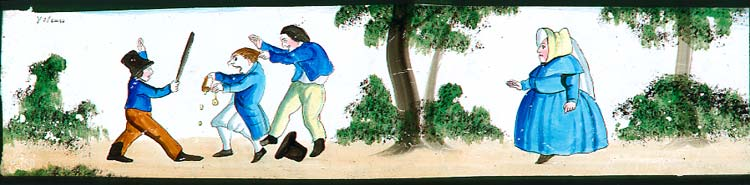
Plaque de lanterne magique.

La lanterne magique est l'ancêtre des appareils de projection et particulièrement du projecteur de diapositives. Inventée au XVIIe siècle par le père Athanase Kircher en Allemagne et par le père De Châle en France, elle permet de projeter des images peintes sur des plaques de verre à travers un objectif, via la lumière d'une chandelle ou d'une lampe à huile. Tout d'abord baptisée « lanterne de peur » par son inventeur, elle est, après plusieurs appellations successives, renommée « lanterne magique » par le jésuite Francesco Eschinardi en raison de la fascination que ses images exercent sur le public.

## Histoire
Christian Huygens réalise le premier instrument de projection en 1659.
D'abord appelée « lanterne de peur » puis « lanterne mégalographique » et « lanterne thaumaturgique », elle reçoit aussi le nom de « cassette des illusions » avant d'être désignée par son nom actuel en 1668. Son invention doit beaucoup à la fascination de son auteur pour les figures morbides de la Danse macabre. Alors qu'il en peint des représentations de grandes dimensions sur les murs de son jardin en 1646, cette invention lui permet pour sa première projection d'utiliser des dessins de petite taille, afin de représenter un squelette évoquant l'œuvre d'Hans Holbein le Jeune. Ce squelette animé grâce à la présence de plaques de verre, dodeline, agite ses bras et ses jambes et semble inviter le spectateur à le suivre.

## Description

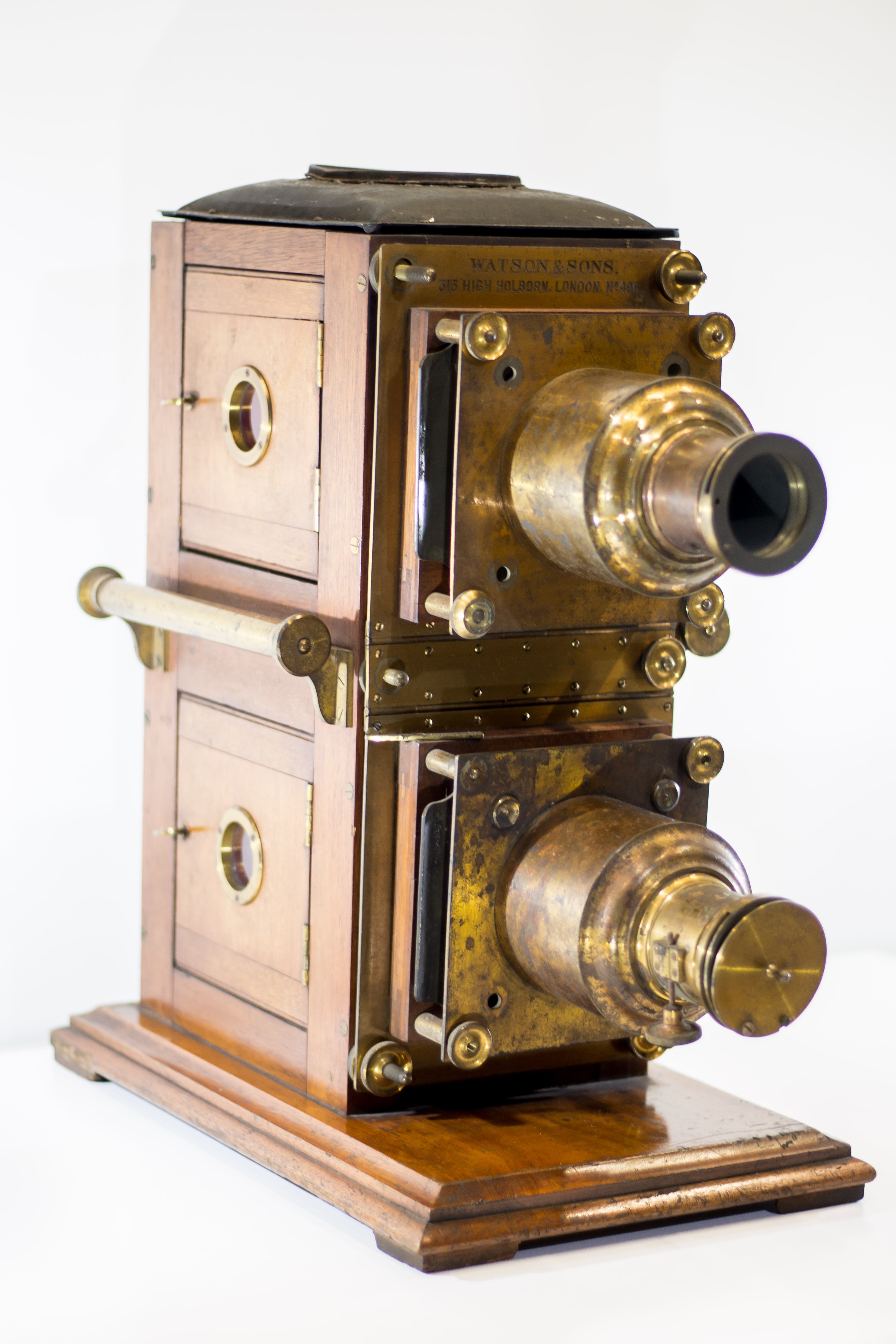
Lanterne magique à deux objectifs ou biuniale conservée à la maison Losseau à Mons. Les deux objectifs permettent un effet de fondu enchaîné et le changement d'image sans interruption de la projection.

La lanterne magique est formée de trois éléments : une source lumineuse, une plaque de verre peinte et un objectif (une lentille convergente). Elle fonctionne sur le principe de la chambre noire, où la source lumineuse (soleil) et les images projetées (paysages) sont remplacées par des éléments artificiels (lampe et plaque de verre peinte). La lumière passe par la plaque de verre, puis par la lentille, pour projeter l'image renversée (haut-bas) peinte sur la plaque.
On en trouve de nombreuses variantes : ajout d'un miroir concave et d'autres lentilles pour condenser la lumière ; source lumineuse de diverses natures (bougie, lampe à huile, ampoule) ; lanterne à double objectif permettant le fondu enchaîné entre deux plaques de verre pour deux images. Les plaques de verre sont parfois munies de petits mécanismes permettant d'animer partiellement l'image.

## Applications

### Spectacles
- Les spectacles itinérants de Thomas Walgensten (1664)
- Les transparents de Carmontelle (1765-1805)
- Les fantasmagories de Robertson (1778)

Un spectacle de lanterne magique est illustré par le peintre Louis-Léopold Boilly dans La Lanterne magique (vers 1808-1814) (Collection Robert Panhard).

### Prosélytisme
- Athanasius Kircher

### Outil pédagogique

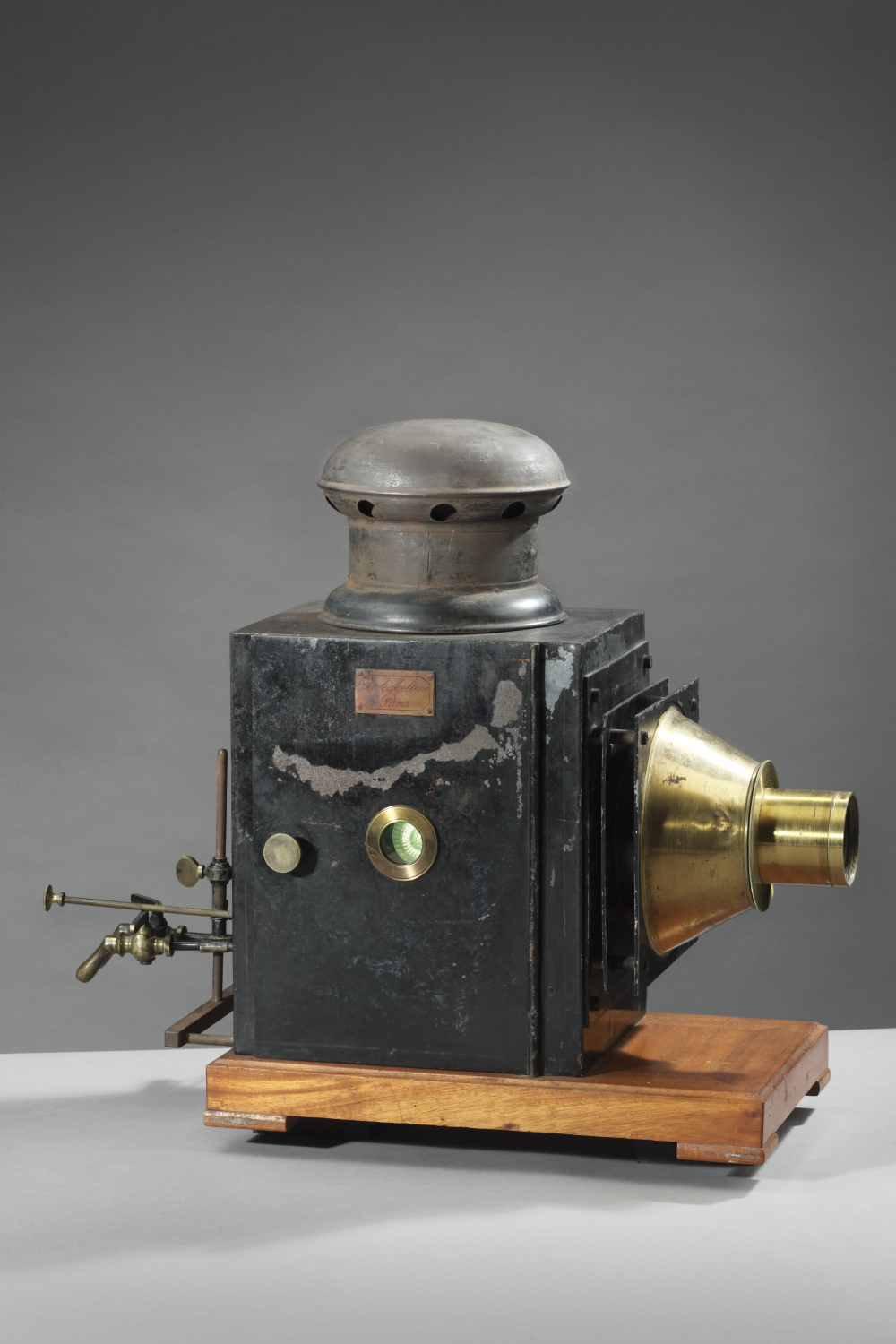
Lanterne de projection issue du Fonds Eugène Trutat conservée au Muséum de Toulouse.

La lanterne magique a souvent été utilisée comme outil pédagogique dans des conférences à vocation pédagogique. La Photothèque du muséum de Toulouse conserve par exemple plusieurs milliers de diaporamas réalisés par Eugène Trutat dans le cadre de sa mission de conservateur afin de fournir des supports aux instituteurs de la ville de Toulouse. Le Muséum de Toulouse conserve plus de 3000 plaques de projection réalisées ou collectées par Eugène Trutat.
- Le comte de Paroy, précepteur du dauphin Louis XVII (1791)
- L'abbé François Napoléon Marie Moigno (1804-1884)
- Henry Clifton Sorby
- Émile Reynaud

### Lanternes magiques en littérature
- Dans Faust, une lanterne magique fait apparaître héros de Troie et monstres de la mythologie, tentant de dévorer, avant de disparaître, quelques étudiants épouvantés.
- Balzac, qui a découvert avec émerveillement la lanterne magique chez sa grand-mère Sallambier vers 1805 alors qu'il n'avait pas encore sept ans[6], reproduira cette scène presque à l'identique dans Une double famille[7]. Plus tard cette magie des images aura un impact sur son œuvre monumentale la Comédie humaine ; « fasciné par le kaléidoscope, la lanterne magique, le panorama, le diorama, et toutes les fantasmagories en vogue à son époque, Balzac a cherché à introduire dans le roman l‘illusion d‘un spectacle polychrome et animé pour représenter la réalité sociale saisie en action[8]. »
- Marcel Proust évoque également la lanterne magique dans les premières pages de Du Côté de chez Swann.
- Alain-Fournier aussi évoque la lanterne magique dans Le Grand Meaulnes lors de l'épisode de la fête.
- Jérôme Prieur évoque, entre de nombreux autres auteurs, Étienne-Gaspard Robertson et Marcel Proust dans son essai Lanterne magique (2021)[9].
- Le critique Jean-Luc Steinmetz[10] met en évidence l'usage de la lanterne magique dans certains poèmes de Rimbaud (notamment dans les Illuminations) qui évoquent la projection de saynètes telle qu'elle se déroulait dans l'obscurité du théâtre Séraphin.

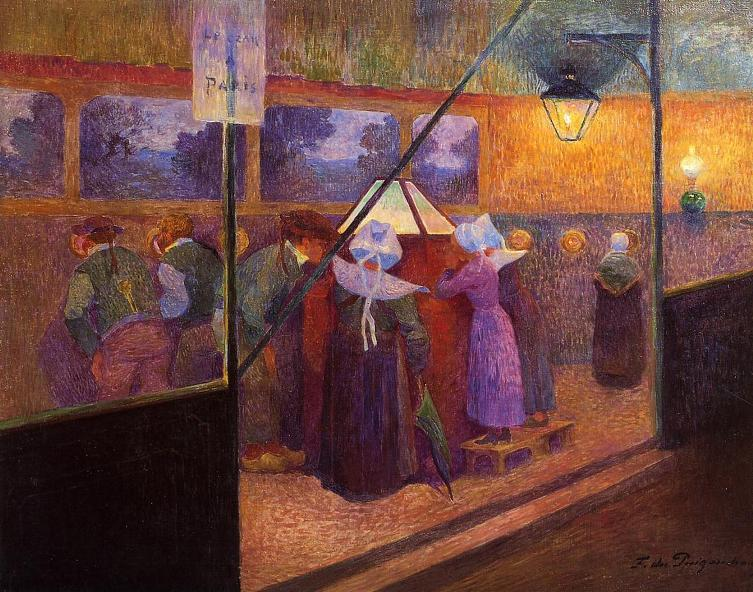
Ferdinand du Puigaudeau : La lanterne magique.